# Andy Le

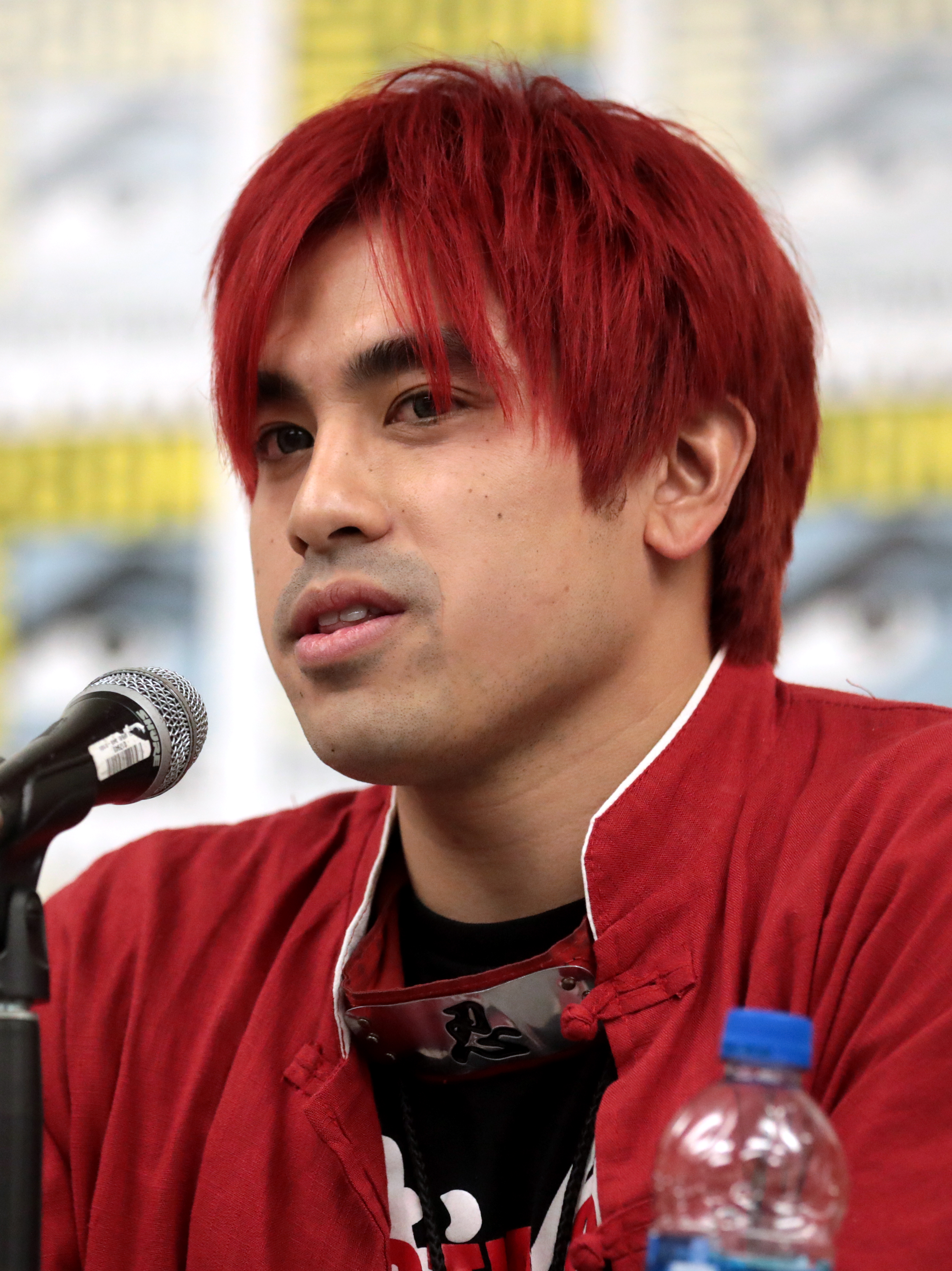
Andy Le (2021 San Diego Comic-Con)

Andy Le (* 15. März 1991 in Orange County, Kalifornien) ist ein US-amerikanischer Kampfkünstler, Schauspieler und Stuntman vietnamesischer Abstammung. Gemeinsam mit seinem Bruder Brian Le gründete er das Stunt- und Kampfkunstkollektiv Martial Club.

## Leben und Karriere
Andy Le wurde in Kalifornien geboren, seine Eltern waren während des Vietnamkriegs in die Vereinigten Staaten geflüchtet. Während seiner Kindheit litt er in der Schule unter Mobbing. Doch wenn er nach Hause kam und Martial-Arts-Filme mit Bruce Lee oder Jackie Chan sah, erhielt er den Mut, seine Probleme zu überwinden. Schon früh begann er zusammen mit seinem Bruder Brian Le, sich autodidaktisch in Kung-Fu-Stilen weiterzubilden. Aus dieser Leidenschaft heraus entstand das Stunt- und Choreografieprojekt Martial Club, das sich über YouTube eine internationale Fangemeinde aufbaute.
Bekanntheit erlangte Andy Le durch seine Rolle als "Death Dealer" im Marvel-Film Shang-Chi and the Legend of the Ten Rings (2021). Er trat darin sowohl als Schauspieler als auch als Stunt-Performer auf. Ebenfalls war er an der preisgekrönten Produktion Everything Everywhere All at Once (2022) beteiligt.
2024 spielte er eine Nebenrolle in der Netflix-Serie The Brothers Sun.

## Filmografie (Auswahl)

### Film
- 2017: Luc Van Tien: Kung Fu Krieger (Luc Van Tien: Tuyet Dinh Kungfu)
- 2020: The Paper Tigers
- 2021: Shang-Chi and the Legend of the Ten Rings
- 2022: Everything Everywhere All at Once

### Fernsehen
- 2019: Wu-tang: An American Saga
- 2024: The Brothers Sun